# Абенгейм, Йозеф
Йозеф Абенгейм (нем. Joseph Abenheim; 1804—1891) — немецкий скрипач, композитор и дирижёр еврейского происхождения.

## Биография
Родился и вырос в Вормсе, учился первоначально у городского капельмейстера Кристофа Винкельмайера (1787—1831), затем в Дармштадте у Луи Шлёссера и в Мангейме у Михаэля Фрая (1787—1832). Короткое время играл в мангеймском оркестре, затем с 1825 года в придворном оркестре вюртембергского короля Вильгельма в Штутгарте, где его наставником был Франц Ксавер Пехачек. В 1827 г. ездил в Париж совершенствовать своё исполнительское мастерство под руководством Антонина Рейхи. В 1854 г. сменил Петера Йозефа фон Линдпайнтнера во главе придворного оркестра. С 1871 г. на пенсии.
Йозеф Абенгейм также был известен как композитор, хотя при жизни автора большинство его сочинений, за исключением ряда небольших фортепианных и вокальных пьес, не было напечатано. Он написал несколько антрактов, увертюр, балетов, гимн «Der deutsche Rhein», музыку к драме «Hariadan» (впервые была исполнена в 1842 году в Штутгарте), полонезы, ноктюрны, романсы и другие произведения.